# Euphorbia bicolor
Euphorbia bicolor är en törelväxtart som beskrevs av Georg George Engelmann och Asa Gray. Euphorbia bicolor ingår i släktet törlar, och familjen törelväxter. Inga underarter finns listade i Catalogue of Life.